# Wola Suchożebrska
Wola Suchożebrska (prononciation : [ˈvɔla suxɔˈʐɛbrska]) est un village polonais de la gmina de Suchożebry dans le powiat de Siedlce de la voïvodie de Mazovie dans le centre-est de la Pologne.
Il se situe à environ 3 kilomètres au sud-ouest de Suchożebry (siège de la gmina), 10 kilomètres au nord de Siedlce (siège du powiat) et à 85 kilomètres à l'est de Varsovie (capitale de la Pologne).
Le village comptait approximativement une population de 877 habitants en 2010.

## Histoire
De 1975 à 1998, le village appartenait administrativement à la voïvodie de Siedlce.

Depuis 1999, il appartient administrativement à la voïvodie de Mazovie